# Xã Rock, Quận Woodbury, Iowa
Xã Rock (tiếng Anh: Rock Township) là một xã thuộc quận Woodbury, tiểu bang Iowa, Hoa Kỳ. Năm 2010, dân số của xã này là 674 người.